# Niclas Jensen
Niclas Christian Monberg Jensen, född 17 augusti 1974 i Köpenhamn, Danmark, är en före detta professionell fotbollsspelare (försvarare). 
Han inledde karriären i Lyngby FC 1992 och spelade därefter för PSV Eindhoven där han dock bara gjorde fem matcher under två år. Han återvände till Danmark 1998 för spel i FC Köpenhamn, där spelade han under fyra säsonger och blev under den tiden också landslagsman för Danmark. 2007 återvände Jensen till FC Köpenhamn som också blev hans sista klubb. Han har åren där emellan spelat för Manchester City, Borussia Dortmund samt Fulham FC. Niclas Jensen debuterade i det danska landslaget 1998 och fanns med i Danmarks VM-trupp under VM 2002 i Sydkorea & Japan. Han har även spelat för Danmark under EM 2004 i Portugal. Sammanlagt spelade han 62 A-landskamper.
Niclas är äldre bror till Daniel Jensen, även han fotbollsspelare.